# Iggy Pop
Pour les articles homonymes, voir Pop.
James Newell Osterberg Jr., dit Iggy Pop (/ɪgi pɑp/), est un chanteur, compositeur et acteur américain né le 21 avril 1947 à Muskegon dans le Michigan.
Son groupe The Stooges (actif de 1967 à 1974 puis de 2003 à 2013) est l'un des précurseurs du mouvement punk (et a été qualifié rétrospectivement de « protopunk »), avec trois albums majeurs : The Stooges, Fun House, Raw Power.
Iggy Pop est aussi connu pour son jeu de scène sauvage et impressionnant, combinant acrobaties, nudité, jurons et parfois automutilations,,. Surnommé « l'Iguane » et désigné comme The Godfather of Punk (« Le Parrain du Punk »),, il est l'un des rares artistes ayant émergé dans les années 1960 à avoir été « épargné » par la vague punk de la fin des années 1970. Dans une moindre mesure, la scène grunge a également revendiqué son influence dans les années 1990.
Parmi ses morceaux les plus connus avec les Stooges on peut citer I Wanna Be Your Dog et Search and Destroy. Ses deux premiers albums en solo, The Idiot et Lust For Life, sortis en 1977 et réalisés grâce à la collaboration de David Bowie, ont également été très influents et ont conduit à la création de plusieurs classiques : Lust for Life, Nightclubbing, The Passenger. La suite de sa carrière discographique, en dépit d'un accueil critique plus inégal, a néanmoins été marquée par des tubes occasionnels, parmi lesquels : I'm Bored, Real Wild Child, Candy (en duo avec Kate Pierson) ou encore In the Deathcar (sur une musique de Goran Bregovic).
Il a également fait des apparitions au cinéma, notamment dans Dead Man, Coffee and Cigarettes, The Crow : La Cité des anges et plus récemment The Dead Don't Die de Jim Jarmush.

## Biographie

### Enfance et jeunesse
James Newell Osterberg Jr. naît le 21 avril 1947 à Muskegon de James Newell Osterberg, Sr., un ancien professeur d'anglais et entraîneur de baseball à la Fordson High School, à Dearborn, et de Louella Christensen. Il est d'ascendance anglaise et irlandaise du côté de son père, et a des ancêtres danois et norvégiens du côté de sa mère. Son père a été adopté par une famille américaine d'origine suédoise, d'où le nom de famille « Osterberg ». Il grandit dans un camp de caravanes à Ann Arbor.

### Avant les Stooges (1963-1966)

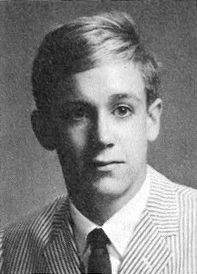
Iggy Pop en 1965.

Avant de devenir le leader et le chanteur de son propre groupe, James Osterberg est batteur de 1963 à 1965 pour les Iguanas (d’où il hérite de son surnom d'Iguane, rapidement raccourci en Iggy), puis pour le groupe de blues les Prime Movers.

### The Stooges (1967-1974)
Avec les frères Ron et Scott Asheton, James Osterberg forme un groupe en 1967. Fan des Rolling Stones, de Frank Sinatra et des Doors, il est notamment marqué par le jeu de scène agressif de Jim Morrison, qui influe fortement son attitude lorsqu'il en arrive lui-même à donner des concerts devant un public conséquent. Il vient alors de fonder The Psychedelic Stooges, et prend temporairement le pseudonyme d'Iggy Stooge.
Les concerts, donnés dans un premier temps dans des salles minuscules, produisent une forte impression sur le public qui n'a jamais entendu une musique aussi brutale. Le son est dur et rappelle celui des garages de Détroit (la Motor City). Quand le groupe signe chez Elektra (le label des Doors et de Love), en 1968, celui-ci s'appelle désormais simplement The Stooges. James Osterberg adopte définitivement son nouveau nom de scène : Iggy Pop. Sur scène, Iggy s'inspire de Morrison, cherchant à le surpasser dans l'outrance. Ainsi, lors d'une séquence restée célèbre, captée à Cincinnati en 1970, il s'enduit le torse de beurre de cacahuète. Il crache ou vomit sur le public, gifle les premiers rangs, expose son sexe,. Il popularise en outre un geste qui devient par la suite un élément emblématique des concerts de rock : le stage diving, ou slam, qui consiste à se jeter dans le public et à se laisser porter par celui-ci.
Le groupe enregistre deux premiers albums : The Stooges, en 1969, produit par John Cale, et Fun House, en 1970, produit par Don Galluci. Les deux disques se vendent très peu, et les critiques ne sont pas bonnes non plus. De plus, plusieurs membres, dont Iggy Pop, sont devenus dépendants à l’héroïne. Dans ce contexte, les Stooges cessent d'exister. En 1972, David Bowie remet Iggy et le groupe sur pied. James Williamson rejoint la formation, à la guitare, reléguant Ron Asheton à la basse. Iggy refuse d'abord que Bowie produise leur nouvel album, Raw Power, mais celui-ci en mixe pourtant les bandes. Le disque sort en 1973. L'album reçoit à l'époque un accueil contrasté, certains le considérant comme le meilleur album des Stooges, tandis que d'autres critiquent l'influence de Bowie sur le mixage, jugée trop envahissante. À la vérité, le seul enregistrement disponible était de trop mauvaise qualité pour permettre un réel travail de mixage : seules deux pistes avaient été utilisées, l'une comprenant l'ensemble des instruments, l'autre la voix d'Iggy, ce qui a conduit David Bowie à faire varier le volume relatif de ces deux pistes pour introduire un semblant de dynamique, effet particulièrement audible sur Search and destroy. L'album sera réédité vingt-cinq ans plus tard en 1997, totalement remixé par Iggy Pop (cette version ayant à son tour été critiquée pour son mixage excessivement compressé créant des saturations), puis une nouvelle fois en 2010, à partir du mix de David Bowie, réhabilité officiellement par Iggy Pop lui-même.
Le groupe se déchire à nouveau, les frères Asheton supportant mal qu'Iggy les délaisse pour James Williamson et s'attribue le succès et la renommée du groupe (il va jusqu'à changer le nom du groupe en Iggy And The Stooges et figure seul sur la pochette de l'album). Le comportement d'Iggy devient de plus en plus erratique, et ses prestations scéniques sont de plus en plus « extrêmes » : il va jusqu'à se lacérer le torse avec des tessons de bouteille. Avant d'avoir eu le temps de terminer un quatrième album (dont les démos sortent plus tard sous le nom de Open Up and Bleed), le groupe se sépare à nouveau. Le dernier concert des Stooges est enregistré sur l'album Metallic K.O., live notable pour les incidents qui se déroulent sur scène, notamment avec des bikers arrosant la scène avec la bière de leurs canettes.

### Carrière solo (1974-2003)

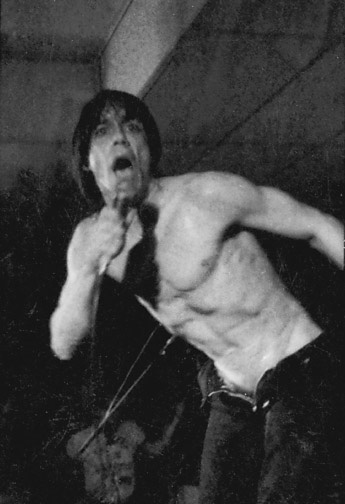
Iggy Pop en solo, en 1980.

Par la suite, Iggy tente de continuer sa carrière en solo, mais s'enfonce davantage dans la drogue. Ray Manzarek et les autres membres survivants des Doors avancent l'idée de le prendre comme chanteur pour une improbable reformation du groupe post-Jim Morrison, mais cela ne donne finalement rien. Iggy Pop enregistre, avec l'ex-Stooges James Williamson, un album (Kill City) qui est refusé par toutes les maisons de disques et ne sort que plus tard en 1977. Il vit dans la rue, perd ses dents dans une bagarre avec des surfeurs. Proche de la déchéance, Iggy tente alors de se libérer de son addiction à l'héroïne et passe un an dans un hôpital psychiatrique, en isolement forcé. Ensuite, Bowie l'emmène avec lui à Berlin pour la tournée de son dernier album Station to Station.
Une complicité artistique se développe entre les deux artistes aux styles radicalement différents. Entre Paris et Berlin, ils composent. De leur travail naissent les deux premiers albums solo d'Iggy Pop, The Idiot, puis Lust for Life, tous deux sortis en 1977 grâce à l’appui de David Bowie qui le sollicite pour une contribution vocale sur son album Low. Avec ces deux albums, puis Kill City qui sort alors, Iggy Pop connaît enfin le succès.
Abandonné un temps par David Bowie, Iggy voit son nouveau succès décroître rapidement. Il se rapproche à nouveau de James Williamson, devenu producteur. Il compose alors trois albums pour lesquels il revient à un style de musique plus agressif, néanmoins empreint de sonorités new wave : New Values (1979), Soldier (1980) et Party (1981). Devant l'échec commercial de ces albums, lesquels, malgré le contrôle artistique de la société de production, sont éloignés des goûts musicaux de l'époque, Iggy décide que son album suivant se fera sans le contrôle des maisons de disques : s'ensuit Zombie Birdhouse (1982), relative réussite artistique mais, une fois de plus, échec commercial. C'est alors que David Bowie, au sommet de sa gloire au début des années 1980, reprend sur ses albums quelques morceaux coécrits avec Iggy en 1977, dont China Girl qui connaît un grand succès. Cela permet à Iggy de toucher des royalties, et de rembourser ses dettes. Iggy décide d'arrêter les excès et de tenter de réaliser des albums plus ambitieux. Bowie l'aide pour la conception de son nouvel album, Blah Blah Blah (1986), qui s’approche du rock FM avec notamment la reprise de Real Wild Child. Ce morceau devient le premier véritable tube de sa carrière.
Le succès se confirme à la fin des années 1980 avec Instinct (1988), album de hard rock mélancolique, et dans les années 1990 avec le très commercial Brick by Brick (1990). Alors que celui-ci est reconnu par les critiques, les jeunes musiciens du futur mouvement grunge, Sonic Youth, Mudhoney et Nirvana en tête, revendiquent l'héritage d'Iggy Pop. Il réunit autour de lui un nouveau groupe de jeunes musiciens, The Trolls, qui connaissent par cœur le répertoire des Stooges. Sortent successivement American Caesar (1993), Naughty Little Doggie (1995) dans un registre punk californien. En 1999, sort Avenue B., un album atypique, musicalement plus calme que les précédents, abordant des thèmes plus intimes : il y évoque notamment son divorce d'avec sa femme Sushi rencontrée pendant une tournée en 1983. Puis il revient à un style nettement plus agressif avec Beat Em Up (2001), un album aux sonorités proches du nu metal.

### Retour des Stooges (2003-2008)

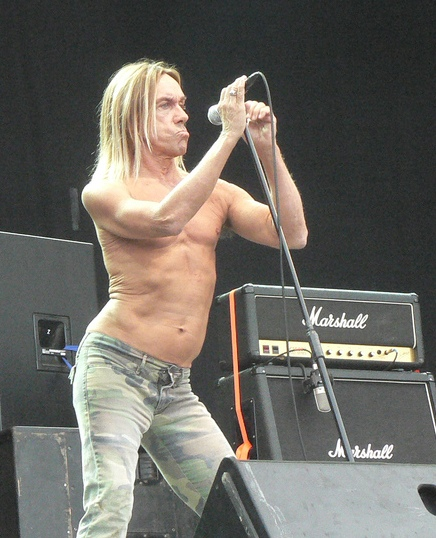
Iggy Pop à Budapest en 2006.

En 2003, il renoue les liens avec les frères Asheton et le saxophoniste Steven Mackay, à l'occasion de quelques concerts et de l'enregistrement de quatre chansons sur son dernier album en date avec les Trolls, Skull Ring (2003). Près de trente ans après, les Stooges sont à nouveau réunis avec leur line-up originel, à l'exception du bassiste Dave Alexander, mort en 1975, qui est remplacé par Mike Watt. Ils se produisent sur scène à nouveau sous le nom The Stooges.
En 2005, sortent simultanément Telluric Chaos, un concert enregistré le 22 mars 2004 au Shibuya Axe, à Tokyo, et A Million in Prizes, une compilation en deux CD des grands succès de « l'Iguane » en solo et avec les Stooges. Un DVD d'une prestation live des Stooges, Live in Detroit, voit également le jour. Iggy Pop apparaît dans un spot publicitaire pour l'opérateur téléphonique SFR, chantant la chanson des Stooges I Wanna Be Your Dog. Cette année-là, Iggy Pop signe le titre Punkrocker avec les Teddybears sur l'album Fresh.
Début octobre 2006, les Stooges, de nouveau réunis, entrent en studio en Floride avec le producteur Steve Albini pour réaliser une suite à leur précédente collaboration, Raw Power. The Weirdness sort en mars 2007, et le groupe entame une tournée mondiale.

### Mort des frères Asheton et fin des Stooges (2009-2015)
Ron Asheton est retrouvé mort le 6 janvier 2009[réf. nécessaire]. Le 18 mai 2009 sort un nouvel album solo d'Iggy Pop, intitulé Preliminaires. Sa particularité est d'être largement inspiré par la culture française (reprise de la chanson Les Feuilles mortes), et plus particulièrement de sa lecture du roman La Possibilité d'une île de Michel Houellebecq. La couverture est dessinée par Marjane Satrapi. Iggy Pop annonce également que les Stooges sont toujours actifs — James Williamson, guitariste et co-compositeur à l'époque de l'album Raw Power remplaçant alors Ron Asheton.[réf. nécessaire]
Iggy Pop chante sur We're All Gonna Die, un morceau figurant l'album solo du guitariste Slash, intitulé simplement Slash, qui paraît en avril 2010. Le 9 mai 2012 sort l'album Après, comportant dix titres dont cinq en français, qui est en quelque sorte la suite de Préliminaires. En 2013 sort l'album Ready to Die signé Iggy and the Stooges. Scott Asheton meurt le 15 mars 2014, et, à la suite de la mort de Steve MacKay, James Williamson annonce la fin des Stooges[réf. nécessaire].

### Retour en solo (depuis 2016)

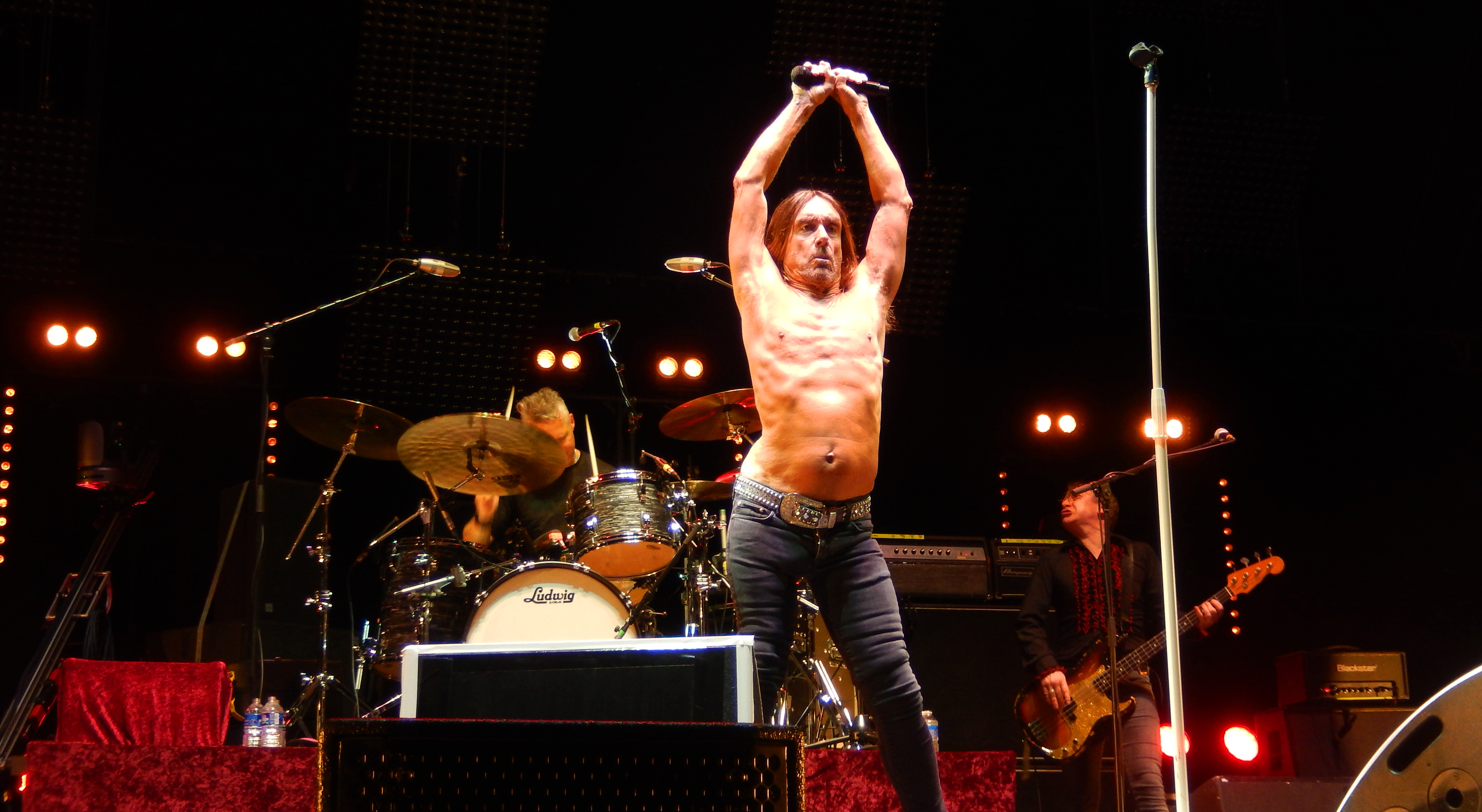
Iggy Pop aux Escales de St Nazaire en 2016.

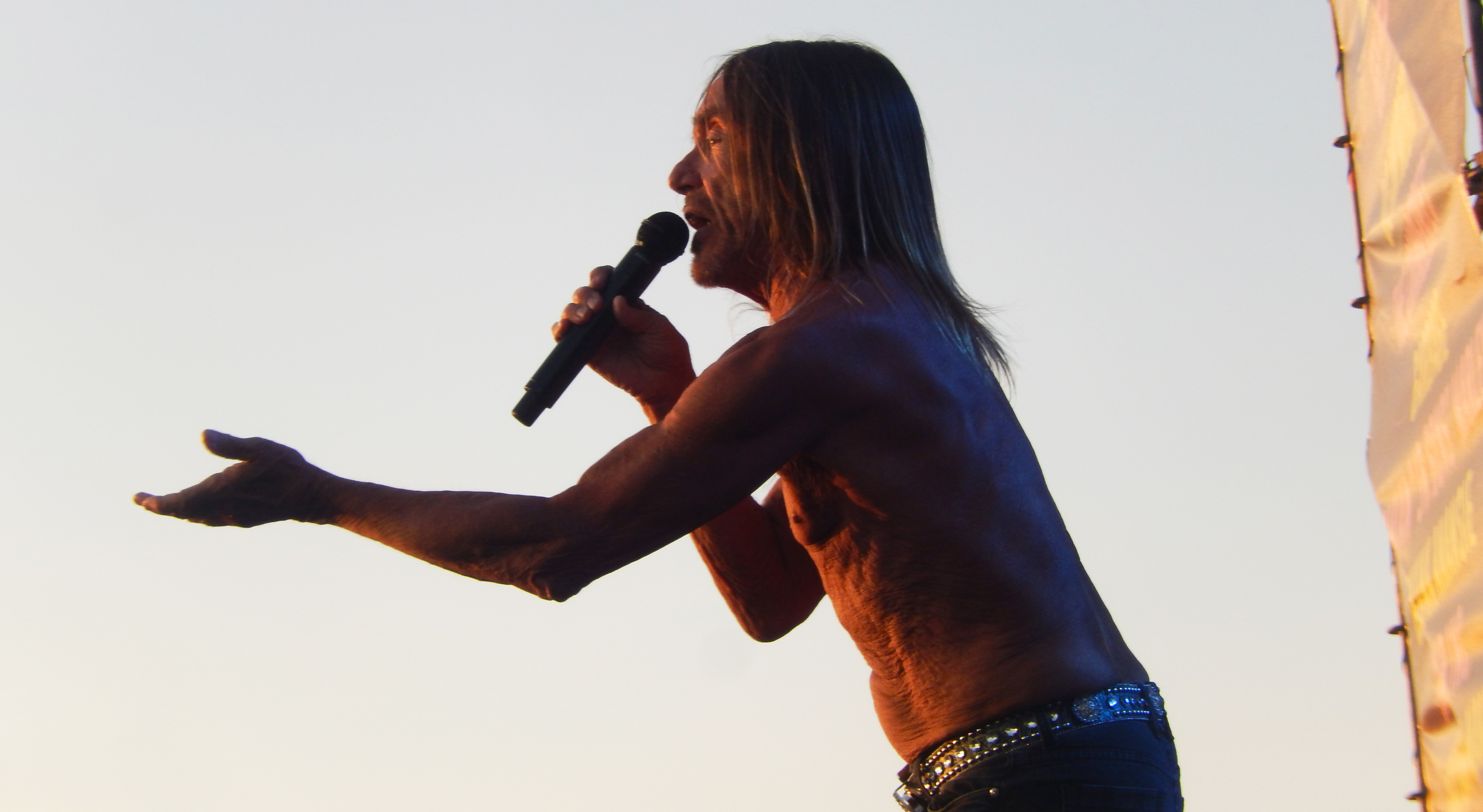
Iggy Pop à la Fête du bruit de Landerneau en 2016.

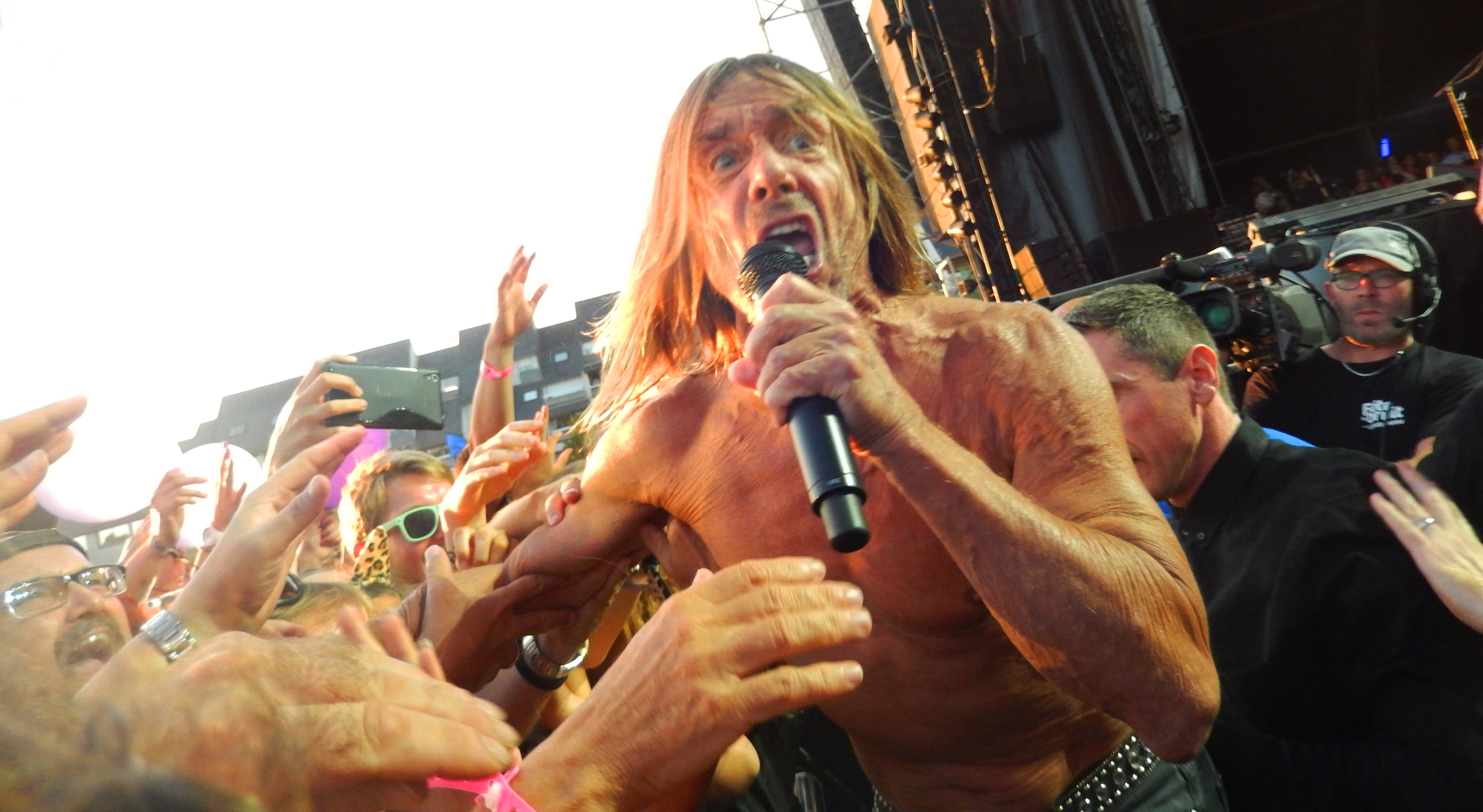
Iggy Pop à Landerneau en 2016.

Le 18 mars 2016, deux mois après la mort de son ami David Bowie, Iggy Pop publie l'album Post Pop Depression, produit par Josh Homme de Queens of the Stone Age, qui coécrit également. Sur cet album sont notamment présents Dean Fertita (Queens of the Stone Age, The Dead Weather) et Matt Helders (Arctic Monkeys). L'album est suivi par une tournée promotionnelle,.
À partir de la mi-juillet 2019, un album jazz, Free, est annoncé, et un premier single – du même nom – est publié.
En 2022, Pop lance une tournée européenne faisant notamment escale à la salle Pleyel de Paris, à Musilac, et au Nice Jazz Festival. L'artiste annonce sa collaboration avec le batteur Chad Smith et le bassiste Duff McKagan pour la publication du single Frenzy.
En 2024, il enregistre en duo avec Siouxsie Sioux une version de The Passenger qui sert à illustrer une campagne publicitaire pour les glaces Magnum,,.
En mai 2025, il devient l'un des visages de la nouvelle campagne promotionnelle de la marque de champagne Dom Pérignon.

## Cinéma et télévision

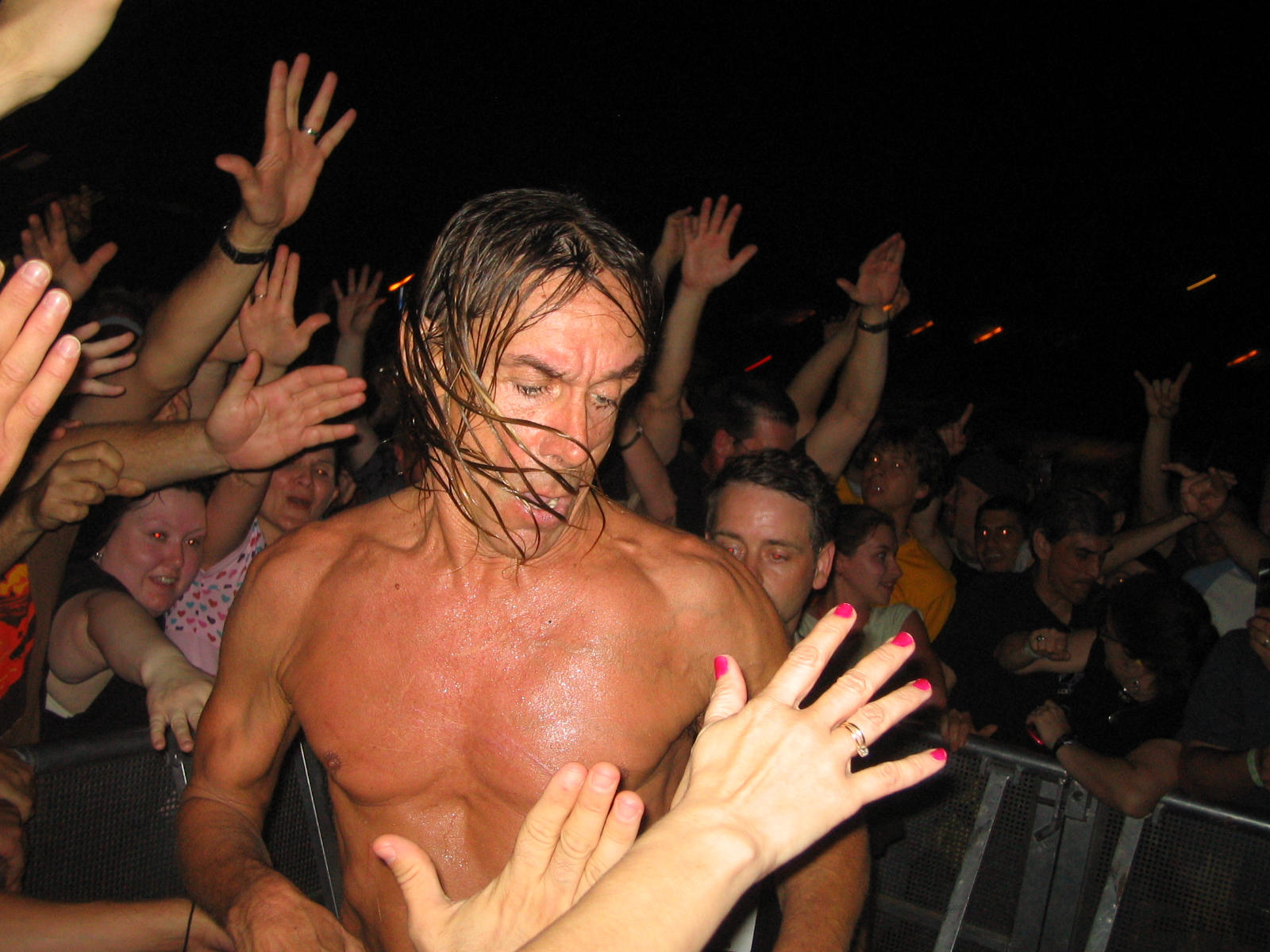
Iggy Pop en 2007.

Iggy Pop a fait de nombreuses apparitions au cinéma, notamment chez Jim Jarmusch (Dead Man, 1995, Coffee and Cigarettes, 2004 et The Dead Don't Die, 2019). On le voit aussi partager l'affiche aux côtés de Johnny Depp dans Cry-Baby (1990) de John Waters, ou encore The Crow : La Cité des anges (1996) de Tim Pope. Il incarne Rat Face, un personnage du film Tank Girl de Rachel Talalay, sorti au cinéma en 1995, inspiré par la bande dessinée éponyme. Il fait une apparition dans Bam's unholy union, le parcours du mariage de Bam Margera. Il joue le rôle de Yelgrun dans l'épisode Les 7 Ferengis (The Magnificent Ferengi) de la série Star Trek : Deep Space Nine. Il a aussi tenu un petit rôle dans les séries télévisées Les Contes de la crypte, Pete et Pete et Fastlane.
Il participe à des bandes originales, et notamment celle d'Arizona Dream (1993), d'Emir Kusturica : il interprète le single In the Death Car, qui remporte un succès planétaire. Il compose en 1997 la musique de The Brave réalisé par Johnny Depp, qui n'a jamais été commercialisée. Depuis, il a également composé et chanté le générique du dessin animé français Les Zinzins de l'espace, créé par Jean-Yves Raimbaud et Philippe Traversat. Dans la séquence d'introduction du film Hardware de Richard Stanley sorti en 1990, il prête sa voix à l'animateur de WAR Radio, Angry Bob. Le discours est repris sur la bande originale du film.
En 2004, il prête sa voix aux personnages South Beach Baccus et Tanner dans la bande originale du jeu DRIV3R.

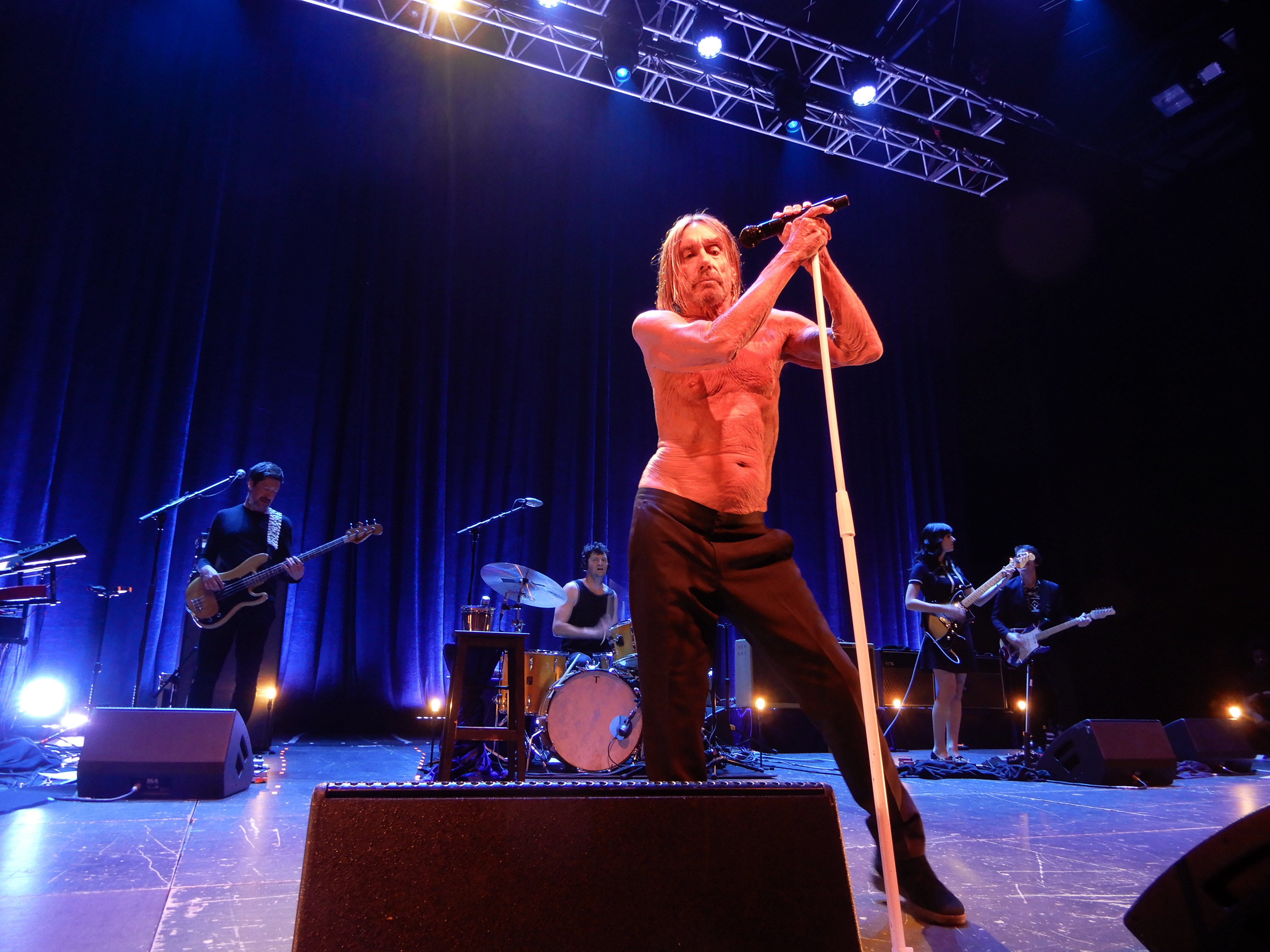
Iggy Pop au Liberté de Rennes le 12 mai 2022

Un film retraçant la carrière d'Iggy Pop et la genèse des Stooges, intitulé The Passenger, a été en préparation et annoncé pour 2010, prévu pour être réalisé par Nick Gomez avec Elijah Wood dans le rôle principal. Après s'être déclaré favorable, l'intéressé finit par retirer son accord, entraînant l'annulation du projet. Iggy Pop apparaît encore dans des films tels que Suck et prête sa voix au personnage de Darkos dans Arthur 3 : La Guerre des deux mondes. Il apparaît également dans le film Les Gamins, d'Anthony Marciano (2013), où il joue son propre rôle. En 2014, il apparaît dans une publicité pour Le Bon Coin, site d'annonces en ligne. En 2014 également, il participe au film To Stay Alive: A Method, réalisé par le Néerlandais Erik Lieshout, adaptation de l'essai Rester vivant : méthode de Michel Houellebecq (paru en 1991 aux éditions La Différence).
En 2016, Jim Jarmusch réalise Gimme Danger, documentaire consacré à Iggy Pop et aux Stooges, sélectionné au Festival de Cannes.

## Vie privée

### Signes particuliers
En plus de sa musculature saillante qu'il met régulièrement en avant lors de ses concerts, Iggy Pop arbore souvent une posture atypique qui consiste à pencher son bassin sur le côté et vers l'avant. Cette posture est notamment due au fait qu'il a la jambe droite plus courte que la gauche ; bien qu'il ait su tirer parti de ce défaut en concevant cette gestuelle scénique originale, il porte toujours une chaussure compensée[source insuffisante]. Il souffre de scoliose et a avoué parfois se déplacer avec une canne.
Iggy Pop est un francophile qui parle un français honorable, un amoureux de la culture française, comme le montrent ses deux albums comportant des reprises de chansons françaises, Préliminaires et Après.

## Engagement
Le mercredi 28 juin 2017 marque le début d'une campagne de PETA, association destinée à établir et protéger les droits de tous les animaux. À cette occasion, Iggy Pop, engagé pour cette cause, apparaît dans le videoclip de la chanson Breathless de Nick Cave, engagé également.

## Médias
Dans le jeu vidéo Grand Theft Auto IV, Iggy Pop prête sa voix en tant que DJ sur la station de radio Liberty Rock Radio 97.8, la chanson I Wanna Be Your Dog des Stooges y est jouée.
Dans la série de jeux vidéo Mario, l'un des 7 Koopalings (sbires de Bowser) s'appelle Iggy, en référence à Iggy Pop, les autres sbires portent également des noms en référence à des artistes musicaux. Dans la partie 3, Stardust Crusaders, du manga et de l'anime Jojo's Bizarre Adventure (ジョジョの奇妙な冒険), le nom Iggy est donné à un chien faisant partie de l'équipe de héros (la plupart des personnages portent également des noms en référence à des artistes musicaux)[réf. nécessaire].

### Filmographie
- 1996 : The Crow : La Cité des anges de Tim Pope : Curve
- 1990 : Cry-Baby de John Waters : Belvedere Rickettes
- 1995 : Dead Man de Jim Jarmusch : Salvatore Jenko
- 2003 : Coffee and Cigarettes de Jim Jarmusch : Iggy
- 2012 : L'Étoile du jour de Sophie Blondy : La Conscience
- 2016 : Blood Orange de Toby Tobias : Bill
- 2017 : Song to Song de Terrence Malick : Lui-même
- 2019 : The Dead Don't Die de Jim Jarmusch : Un zombie caféinomane

#### Télévision
- 1998 : Star Trek Deep Space Nine (TV) : Yelgrun (Saison 6, épisode 10)

## Discographie

### Avec The Stooges
- 1969 : The Stooges
- 1970 : Fun House
- 1973 : Raw Power
- 1976 : Metallic KO (en concert)
- 2003 : Skull Ring (quatre morceaux avec The Stooges)
- 2005 : Telluric Chaos (en concert)
- 2007 : The Weirdness
- 2010 : Move Ass Baby  (compilation)
- 2013 : Ready to Die

### En solo
- 1977 : The Idiot
- 1977 : Lust for Life
- 1977 : Kill City (avec James Williamson)
- 1978 : TV Eye Live 1977 (en concert)
- 1979 : New Values
- 1980 : Soldier
- 1981 : Party
- 1982 : Zombie Birdhouse
- 1986 : Blah Blah Blah
- 1988 : Instinct
- 1990 : Live at the Channel Boston M.A. 1988 (en concert)
- 1990 : Brick by Brick
- 1993 : American Caesar
- 1996 : Naughty Little Doggie
- 1997 : Monster Men pour le générique de la série animée Les Zinzins de l'espace
- 1999 : Avenue B
- 2001 : Beat 'Em Up
- 2003 : Skull Ring
- 2009 : Préliminaires
- 2011 : Pop Goes Bowie – The Dave Cash Collection (avec David Bowie)
- 2012 : Après
- 2016 : Post Pop Depression
- 2019 : Free
- 2023 : Every Loser
- 2025 : Montreux Jazz Festival 2023 (Concert enregistré le 6 juillet 2023 à Montreux)

### Compilations sélectives
- 1996 : Nude and Rude: The Best of Iggy Pop
- 2005 : A Million In Prizes – The Anthology
- 2006 : Where the Faces Shine – Volume 1 : the Official Live Experience 1977-1981 (live)
- 2011 : Roadkill Rising… : The Bootleg Collection 1977-2009
- 2020 : The Bowie Years (Coffret inclus les 2 albums studio "The Idiot" & "Lust For Life" + versions alternatives inédites, singles, une interview d'Iggy Pop concernant l'enregistrement de l'album "The Idiot", et plusieurs titres Live 03/1977)

## Distinctions
En juin 2003 il est nommé chevalier de l'ordre des Arts et des Lettres. La décoration lui est remise par Jean-Jacques Aillagon.
Le 24 avril 2017 à Miami, Iggy Pop est promu commandeur de l'ordre des Arts et des Lettres : les insignes lui sont remis par Clément Leclerc, consul général de France sur place.
En 2022, il est lauréat du prix Polar Music.